# Nueva Victoria, Coahuila
Nueva Victoria är en ort i Mexiko.   Den ligger i kommunen San Pedro och delstaten Coahuila, i den centrala delen av landet, 900 km norr om huvudstaden Mexico City. Nueva Victoria ligger 885 meter över havet och antalet invånare är 280.
Terrängen runt Nueva Victoria är platt åt sydväst, men åt nordost är den kuperad. Runt Nueva Victoria är det glesbefolkat, med 9 invånare per kvadratkilometer. Det finns inga andra samhällen i närheten. Trakten runt Nueva Victoria är ofruktbar med lite eller ingen växtlighet.